# Histoire de la découverte du saturnisme animal
L' Histoire de la découverte du saturnisme animal est un épisode récent de l'Histoire du saturnisme, bien plus récent que l'étude scientifique et médicale du saturnisme chez l'être humain.
Elle a commencé au début du XXe siècle et a été fortement marquée et dominée par la découverte et l'étude du saturnisme aviaire, qui est à l'origine de réglementations interdisant progressivement, dans certains pays, le plomb dans les cartouches de chasse. Selon une mise à jour publiée en 2019 sur le sujet, on sait en effet maintenant que dans les années 2000, malgrè un siècle d'études ne laissant aucun doute sur le phénomène, « le nombre de taxons touchés (par le saturnisme) et la répartition géographique des cas continuent à augmenter » et qu'une part du plomb en cause provient aussi de « fragments de munitions incrustés chez les oiseaux blessés, ce qui risque d’avoir des effets sublétaux et sur le bien-être ». « Des effets sublétaux ont été observés à des plombémies plus faibles que celles signalées précédemment, suggèrant que les « seuils » d’effet antérieurs devraient être abandonnés ou révisés. On estime que l’empoisonnement au plomb tue un million d’oiseaux sauvages par an en Europe et provoque une intoxication sublétale chez ≥ 3 millions d’autres ». De nombreuses études ont montré qu'au delà des oiseaux (y compris des espèces en voie de disparition comme cela a été dernièrement, en 2018, à nouveau démontré pour l'Oie de Hawaï, Branta sandvicensis cette fois), le saturnisme induit par ingestion de grenaille de chasse touche d'autres groupes taxonomiques (dont les rapaces et les charognards).

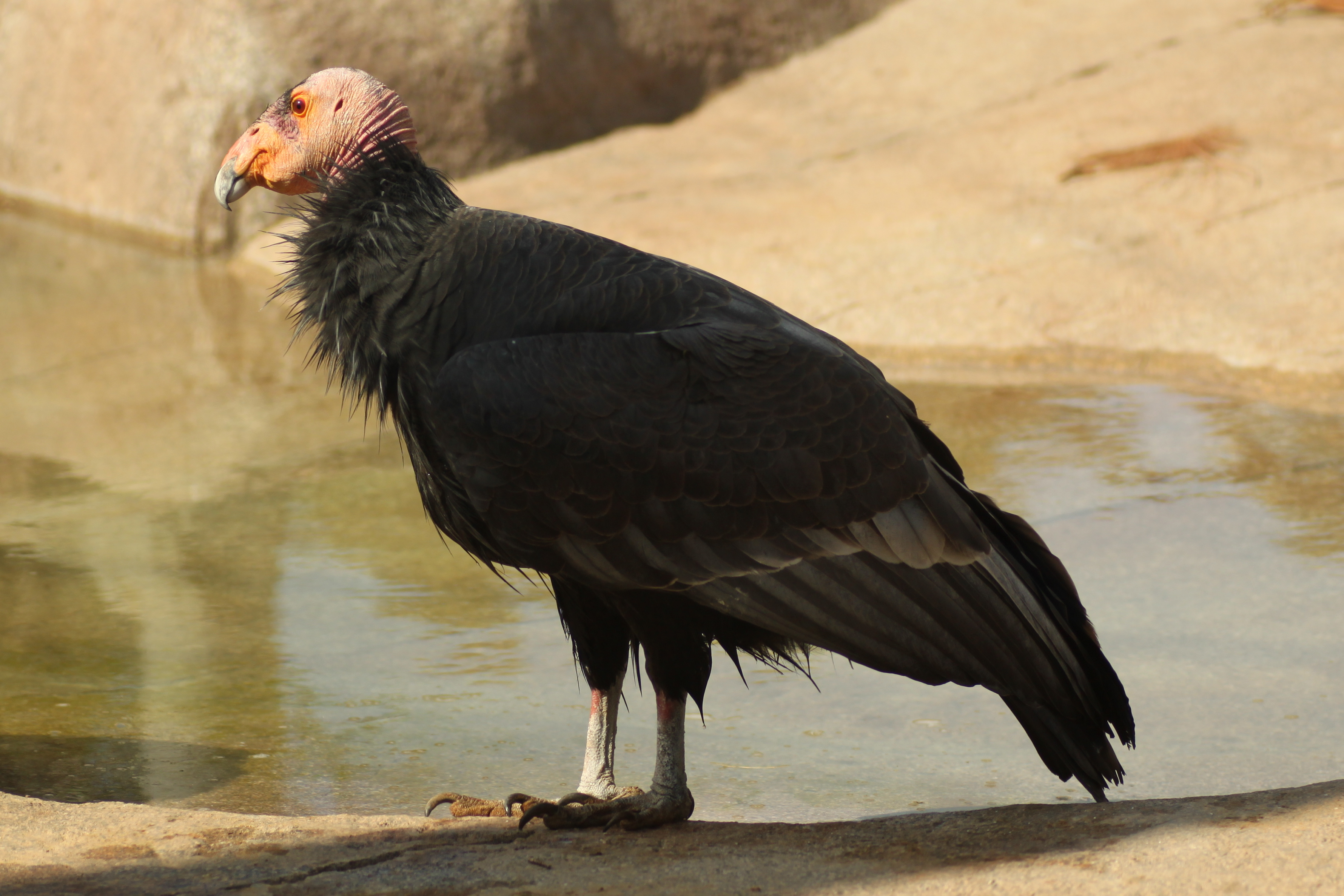
La grenaille n'est pas seule en cause ; les balles de plomb, même chemisées sont aussi source de saturnisme animal (et peut-être humain) ; Ainsi, la première cause de mortalité du Condor de Californie adulte (espèce menacée de disparition, second plus grand oiseau du monde) est un saturnisme aviaire dû au fait qu'il mange les cadavres de grands animaux (souvent blessés à la chasse et morts de leurs blessures après avoir échappé aux chasseurs). Il mange en commençant par la plaie d'entrée de la balle (qui depuis plus d'un siècle est presque toujours en plomb). On a démontré que le plomb des balles de chasse était bien la première source d'empoisonnement par le plomb des condors réintroduits dans la nature,. Depuis peu, ces balles de plomb sont interdites dans les principales zones d'alimentation de ce condor.

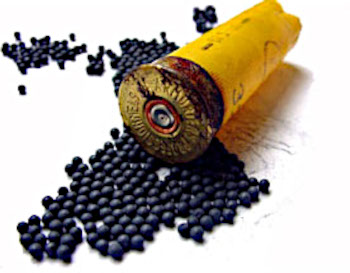
Les plombs de chasse, ball-trap et moindrement de pêche sont une source fréquente de saturnisme animal (Une cartouche de 30 à 35 grammes contient 200 à 300 billes de plomb). En France (plus de 20 ans après les États-Unis) depuis 2005, les cartouches au plomb ne sont plus autorisées pour les tirs dirigés en direction d'une zone humide

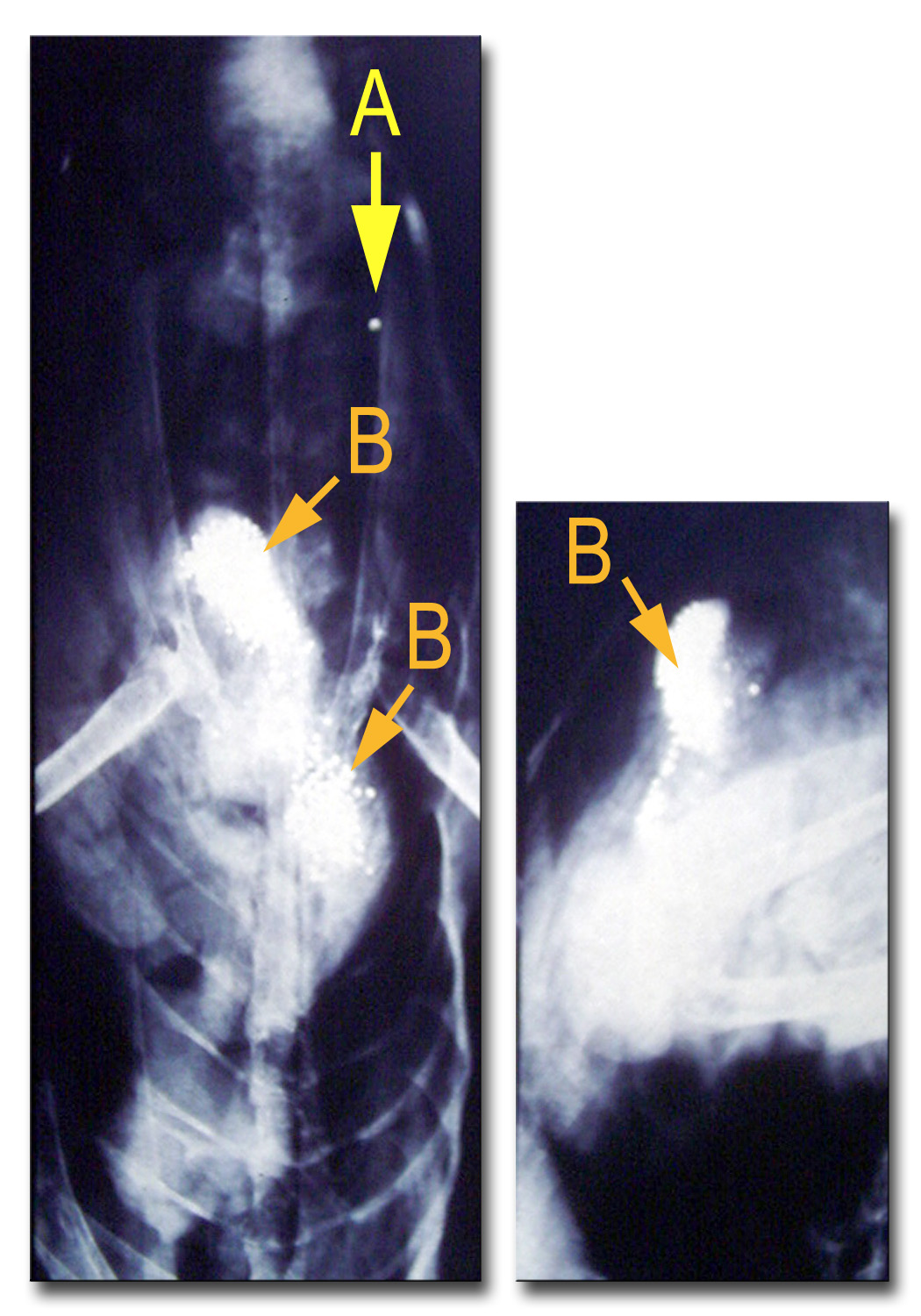
Radiographie du tractus digestif de cygnes trouvés morts dans le marais audomarois avec un nombre inhabituellement élevé de plombs de chasse avalés comme gastrolithe (ou confondus avec des graines ?). 12 billes de plomb auraient suffi à le tuer. On distingue deux masses de plombs (B gésier et proventricule) et une bille « incrustée » dans la chair (A) résultant d'une blessure antérieure

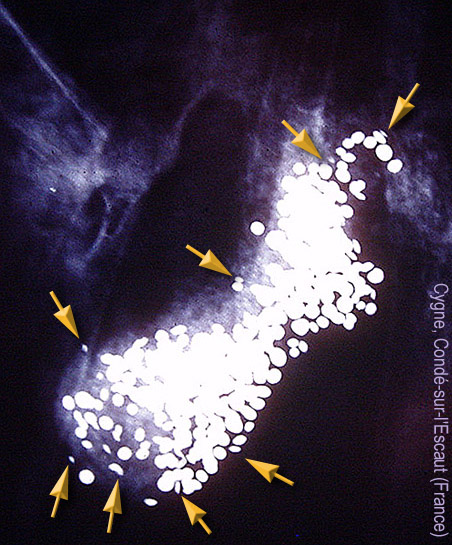
Sur cette radiographie d'un cygne trouvé mort à Condé-sur-l'Escaut. On distingue (flèches jaunes) des grains de plomb déjà très érodés. Il est possible que d'autres grains (totalement érodés et donc non visibles sur cette radiographie) aient été antérieurement avalés par le cygne. Ce cygne est mort en quelques jours d'une intoxication particulièrement aiguë.

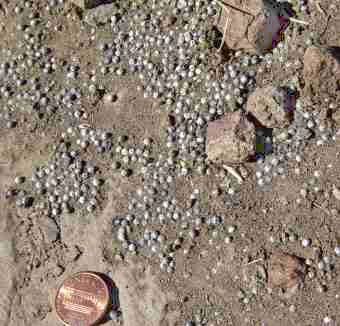
Grenaille toxique, oxydée, éparpillée sur le sol, perdue par un ball-trap, proche du lac Horsehoe (Madison County, Illinois, USA). La pièce donne l'échelle.

## Une histoire récente
Alors que la toxicité du plomb sur l'Homme (saturnisme humain) est connue depuis l'Antiquité, les différentes formes de saturnisme animal ont longtemps été ignorées. Pourtant, du plomb a été largement répandu dans la biosphère depuis l'antiquité romaine, et ce problème concerne encore indirectement et directement la santé humaine, par consommation d'espèces animales contaminées, ce qui devrait en faire une priorité dans l'approche One Health (une seule santé) promue par l'OMS et reprise par l'UE et le dernier Plan national santé environnement (PNSE IV en France, décliné en 2024 en plans régionaux).
On parlait autrefois parfois de « Coliques de plomb » pour désigner les symptômes très douloureux de l'humain et par extension de l'animal qui se recroquevillent et se paralysent (tétanie) avant de mourir à la suite de l'ingestion d'une dose létale de plomb.
La toxicité du plomb a été médicalement éprouvée avec des tests et expériences sur plusieurs espèces d'animaux de laboratoire (lapins, rats, souris, hamster...) pour en mieux comprendre les effets sur l'homme, mais tout s'est passé comme si les médecins et biologistes ne pensaient pas à extrapoler leurs données à la faune sauvage ou domestique, qui pourtant était comme l'homme, et souvent plus que lui en contact avec le plomb des écailles de peintures, pesticides tels que l'arséniate de plomb, ou inhalaient les vapeurs de pots d'échappement contenant des restes de plomb tétraoxyde, et qui en outre étaient largement exposés, de même que les milieux naturels aux milliards de balles de plomb, diabolo et à la grenaille de plomb largement dispersées dans l'environnement par les guerres, les entrainements militaires ou sportifs (Ball-trap), le tir amateur individuel au fond du jardin, la chasse, auxquels il faut encore ajouter les centaines de tonnes de plomb de pêche annuellement perdues par les pêcheurs à la ligne.
La forme aviaire du saturnisme (liée à l'ingestion de plomb comme gastrolithes) est celle qui a été la plus étudiée dans la faune sauvage, mais si elle est décrite depuis un peu plus d'une centaine d'années (années 1880, époque où on a commencé à corréler des mortalités anormales d'oiseaux avec la présence de plomb dans leur gésier ou le fait qu'ils aient ingéré des plombs de chasse...), elle n'a vraiment fait parler d'elle et engendré des actions correctrices qu'à partir des années 1980 en Amérique du Nord, et bien plus tardivement en Europe. 
Le saturnisme aviaire est scientifiquement décrit depuis les années 1950, mais ne semble être devenu une préoccupation importante pour les autorités et gestionnaires de la chasse qu'en Amérique du Nord dans les années 1980, notamment parce que de nombreux oiseaux sont chassés ou l'ont été comme gibier, et parce que depuis que les techniques analytiques permettent aux vétérinaires et gestionnaires de mesurer le plomb dans le sang (plombémie) ou dans tous les organes de n'importe quel animal.

## Un tournant raté
Le médecin Louis Tanquerel des Planches a - avant 1850 - été le premier à étudier de manière très scientifique et approfondie le saturnisme chez l'Homme, à partir d'un grand nombre de cas identifiés dans les hôpitaux. 

Il pense que le plomb est essentiellement toxique par inhalation (de vapeur, poussières ou particules) et par ingestion, mais qu'il ne traverse pas ou mal la peau, ce qu'il tentera de montrer chez l'animal. 

Il affirme à partir de ses observations que toutes les formes connues du plomb, dont en alliage avec l'antimoine, et pour toutes les formes chimiques connues de son époque et n'existant pas spontanément dans la nature, sont susceptibles de causer des « coliques de plomb » chez l'homme.

Tanquerel semble également être à l'origine des premières expérimentations impliquant le plomb sur l'animal, onze ans après qu'il eut (en 1839) publié le premier grand ouvrage médical sur le saturnisme :

Il a administré de l'acétate de plomb à deux chiens qui - selon ses écrits - ne lui ont pas semblé affectés ce qui ne l'a pas encouragé à continuer à étudier les effets du plomb chez l'animal. 
Il ne semble pas avoir pensé à expérimenter les effets du plomb métallique, ionique ou organique ingéré chez l'oiseau. Il faudra ensuite plusieurs décennies pour commencer à convaincre les médecins, chasseurs et pêcheurs que le plomb pose des problèmes sanitaires et environnementaux graves et croissants pour des millions d'oiseaux.

## Le saturnisme aviaire, liée aux gastrolithes
Son existence était déjà scientifiquement très bien documentée dans les années 1950 grâce à Bellrose, mais le problème ne semble pas avoir inquiété les chasseurs ni les autorités sanitaires dans les trois décennies suivantes. 
Il semblait admis pour ces acteurs que cette forme de saturnisme ne touchait qu'un faible pourcentage de quelques espèces de canards, alors que diverses études, notamment synthétisées par Bellrose en 1959 à partir de l'analyse visuelle de 35.220 gésiers prélevés chez diverses espèces d'oiseaux d'eau (chassés) démontraient déjà l'ampleur du problème : 30 ans avant les interdictions du plomb pour la chasse à la sauvagine aux États-Unis, 12 à 28 % des gastrolithes ingérés par les oiseaux plongeurs d'Amérique du Nord, était des grenailles de plomb (une bille ou plus). Et chez certaines espèces comme le plongeon huard ou le cygne, des agrès de pêche en plomb étaient également périodiquement signalés dans les gésiers.

Le phénomène a été ensuite scientifiquement mis en évidence à très grande échelle au Canada et aux États-Unis, grâce aux études menées respectivement par Environnement Canada et par le U.S. Fish and Wildlife Service.

## Pourquoi le nombre d'oiseaux victimes de saturnisme a-t-il été sous-estimé?
Le saturnisme aviaire a été si longtemps méconnu, voire nié, notamment pour les raisons suivantes ;
En recherchant le plomb dans la viande, le sang ou l'urine d'un animal, on sous estime son effet, car il est principalement stocké dans les os et (on en parle moins) dans le cartilage, dans le foie et les reins, dans le cerveau.
Le nombre de cadavres ou d'oiseaux agonisants dans l'environnement est systématiquement visuellement fortement sous-évalué (sauf cas de mort violente et immédiate, ou cas d'oiseaux enfermés dans une volière ou un poulailler), et ceci même quand plusieurs dizaines d'oiseaux meurent chaque jour par ha. 
- Les nécrophages éliminent rapidement leurs cadavres[10] (en s'empoisonnant eux-mêmes, et en contaminant le réseau trophique).
- Les oiseaux blessés (et souvent porteurs de plombs incrustés), ou victimes de saturnisme se cachent soigneusement avant de mourir. Les animaux affaiblis risquent plus d'être mangés par un prédateur avant même de mourir naturellement. Les oiseaux ayant survécu à une ingestion de plomb, ou au début d'une phase d'intoxication mortelle risquent également plus que les autres de mourir d'une collision (avec un véhicule (Roadkill), une embarcation, une superstructure...) ou noyés dans un filet de pêche[11].
- Les petits oiseaux morts échappent quasiment tous aux observateurs[12]. 
Les estimations par extrapolation à partir d'une zone échantillonnée visuellement sous-estiment donc très fortement la mortalité cumulée des oiseaux. Elles ne reflètent pas du tout le cours de « l'épidémie » simulée par cette expérience. De plus, répéter l'échantillonnage d'un même secteur n'améliorait pas la précision des données recueillies[12].
- il en va de même pour les oiseaux de taille moyenne a montré Deborah Pain[10] en 1991 a prouvé que les cadavres de la taille d'un colvert disparaissaient rapidement, emportés, enterrés ou mangés par leurs prédateurs ou des nécrophages.
- En 2001, Peterson et ses collègues ont montré que 77,8 % des cadavres de canards étaient trouvées par les charognards dans les 24 h suivant la mort[13]. Lors de l'étude de Peterson, un seul canard mort attirait en moyenne 16,6 charognards[13] ;

Tous les modèles et simulations, confirmés par les expériences de terrain concluent à une élimination rapide des cadavres de petite taille et de carcasses de taille moyenne, par les charognards et/ou des invertébrés nécrophages. Et aucune étude ne semble avoir évalué le pourcentage de gros oiseaux (grues, cygnes, cigognes, vautours..) susceptibles d'être retrouvés parmi le nombre total de ceux qui meurent de saturnisme, mais il semble qu'un grand nombre des oiseaux qui meurent chaque année de ce type d'intoxication ne soient jamais retrouvés.

## En Europe
Le premier cas scientifiquement décrit d'intoxication aviaire saturnine (à la suite de l'ingestion de munitions au plomb) semble être le cas du Faisans Phasianus colchicus au Royaume-Uni, étudié par Calvert en 1876. 
Bien plus tard, des études exhaustives porteront sur l'empoisonnement au plomb d'autres espèces européenne, dans les années 1960-70 en France (Hoffmann 1960, Hovette 1971, 1972) et Royaume-Uni (Olney 1960, Bear et Stanley 1965), Italie (del Bono 1970) et les pays scandinaves (Erne et Borg 1969, Danell et Anderson 1975, Holt et al. 1978). 
Les premiers cas détectés chez des oiseaux de proie (en fauconnerie et chez les rapaces sauvages) datent des années 1980 (notamment publiés par MacDonald et al. 1983, Lumeij et al. 1985).

## En Amérique du Nord
- Les premiers cas scientifiquement documentés d'empoisonnement d'oiseaux d'eau par plombs de chasse remontent aux années 1880[15].
- En 1919, les billes de plomb dispersées dans l'environnement par les chasseurs d'oiseaux d'eau étaient formellement identifiées comme source d'empoisonnement fatal d'oiseaux d'eau [16].
- Dès les années 1970, on s'inquiète du problème en Europe du Nord, dont au Danemark[17]. En Europe, des études montrent que les zones humides sont très contaminées, avec des taux atteignant 399 billes de plomb/m2[1] dans les 30 premiers centimètres de sédiments à proximité des huttes de chasse ou dans les zones fortement chassées. 
Une prévalence très élevée d'ingestion de grenaille de plomb a été détectée chez la « sauvagine » (oiseaux d'eau chassés) hivernant en région aride méditerranéen, probablement parce que ces oiseaux sont nombreux à y hiverner et qu'ils se regroupent autour d'un nombre limité de zones humides, presque toutes intensivement chassées depuis plusieurs décennies. Le canard colvert (Anas platyrhynchos) est souvent utilisé comme sujet d'étude, car commun, facile à élever, à repérer. Il est parfois considéré comme un bon bioindicateur du saturnisme aviaire dans les zones humides[1]. En Europe du Nord, la prévalence observée d'ingestion de grenaille de plomb varie de 2 % à 10 % des colverts, mais ce taux est très sous-estimé. En effet, Déborah Pain, sur la base d'une expérience conduite en Camargue, a montré que les oiseaux atteint de saturnisme se cachent soigneusement pour mourir et que moins de 10 % des oiseaux cachés ou déjà morts sont retrouvés, même quand on les cherche activement, dans un lieu que l'on connait déjà[10],[18]. Ils échappent donc à l'observation et aux statistiques. Autour de la Méditerranée, ce sont 25 à 45 % des sujets qui sont porteurs de billes de plomb dans les deltas méditerranéens[1]. Les espèces trouvées avec le plus de grenaille de plomb avalées sont le canard pilet (Anas acuta) et le fuligule milouin (Aythya ferina), avec 60 à 70 % des gésiers contenant un plomb ou plus[1] ;
- Le saturnisme est une des premières causes de mortalités chez des espèces menacées telles que l'Erismature à tête blanche (Oxyura leucocephala), ou chez les cygnes (Cygnus sp.) [1].
- Lewis et Legler trouvent en 1968 14 plombs dans un gésier de Tourterelle de la Caroline ou tourterelle triste (Zenaida macroura) ; On en trouvera beaucoup d'autres et cette espèce porte fréquemment aussi des grenailles incrustés dans la chair ; ainsi sur 4884 tourterelles tristes abattues par des chasseurs (des états d'Arizona, Géorgie,  Missouri, Oklahoma, Pennsylvanie, Caroline du Sud et Tennessee), 2,5 % de ces oiseaux portaient au moins une bille de plomb. 
Là où l'acier est obligatoire, 2,4 % en moyenne de ces tourterelles (4,8 % dans le Missouri) portaient au moins une bille d'acier (éventuellement en plus d'une ou plusieurs billes de plomb) ;  
Lors de cette étude portant sur la période 1998–2000[19], une des 15 tourterelles examinées dans le Missouri avait dans le gésier 17 billes d'acier et 4 de plomb, et une autre avait avalé 18 billes d'acier et portait encore 2 billes de plomb. En général, les jeunes de l'année portaient plus de grenaille d'acier ou de plomb) dans leur gastrolithe (ce qui peut signifier qu'ils en mangent plus, et/ou qu'étant affaiblis, ils ont plus de chance d'être tués à la chasse).  
Les os des colombes chassées sur des zones où le plomb est interdit présentaient de moindres teneurs en plomb, ce qui laisse penser que la législation a déjà des effets bénéfiques[19].
- Stendell et al. (1980) rapportent que 7,4 % des foulques de leur zone d'étude sont porteurs d'un ou plusieurs plombs dans le gésier[20] ;
- En 1980, Stendell démontre que des faucons crécerelles meurent aussi de saturnisme[20].
- Des aigles (dont le Pygargue à tête blanche ; Haliaeetus leucocephalus, symbole des États-Unis) consommant des oiseaux vivant sur des zones humides en meurent aussi (au moins 7 % des cadavres retrouvés) ou en sont affectés[20] ;
- Une Grue blanche (Grus americana, espèce menacée, et plus grand oiseau des Amériques) trouvée morte par le US Fish and Wildlife service) présentait 75 plombs dans le gésier[20] ;
- l'été 1982, un échantillonnage aléatoire d'oiseaux d'eau capturés sur la partie haute du littoral texan confirmait une incidence relativement élevée de l'ingestion de plomb chez ces oiseaux, avec un lien apparent entre le comportement alimentaire et de recherche de gastrolithes (taille préférentielle) caractéristique des espèces et cette incidence[20], relation qui sera confirmée en 2005 par une étude de l'université du Texas[20].
- De 1996 à 1998, 1,2 % des gélinottes huppées observées au Canada portaient des grenailles de plomb dans le gésier[21], alors que le tétras du Canada et le lagopède des saules en présentaient moins. Le taux moyen dans la chair était d'environ 6 μg/g de poids sec, avec parfois un risque de saturnisme pour le consommateur [21] ;
- Le doute n'est plus permis sur le fait que les canards ne sont pas toujours les animaux les plus touchés : par exemple, au Japon, sur 430 canards récoltés (Anas sp. Aythya sp.) et analysés, provenant de neuf préfectures entre 1994 et 1997, seulement 15 canards (4 %) sur 363 oiseaux prélevés pendant et après les périodes de chasse avait une pastille de plomb dans le proventricule et le gésier. Mais 32 (soit 34 %) de 93 cygnes (Cygnus sp.) trouvés morts dans différentes zones humides présentaient des lésions compatibles avec un empoisonnement au plomb. Et 27 (soit 84 %) des 32 cygnes étaient concernés par ce problème dans la préfecture de Hokkaido. «l'intoxication par le plomb représente encore une grave menace pour la sauvagine au Japon, et il y a besoin considérable d'amélioration de l'environnement concernant ce problème » concluaient ces chercheurs en médecine vétérinaire[22].
- Le faisan lui-même est concerné, bien que massivement et couramment réintroduit dans la nature à partir d'élevages [14] et souvent agrainés. Ainsi a-t-on analysé 437 faisans à collier tués sur 32 domaines de chasse les printemps 1996 et 1997 et lors des périodes de chasse de 1999-2000 et 2001-2002. Et le plomb a aussi été dosé dans l'os alaire (de l'aile) de 98 poules faisanes collectées en 1997. 3,0 % des gésiers contenaient au moins un plomb[14]. Ce taux d'ingestion n'a pas varié selon les années, les saisons ni selon le sexe. Les mâles avaient des taux de plomb osseux variant de 7 à 445 ppm (moy= 48,8 ± 8,8) en poids sec[14]. Les oiseaux présentant de la grenaille de plomb dans leur gésier en 1997 avaient aussi un taux osseux de plomb élevé. Les auteurs de cette étude suggèrent aux responsables de chasses et gestionnaires de ball-trap et zones d'entrainement au tir de prendre conscience que l'ingestion de grenaille concerne aussi les faisans, et qu'il faut peut-être localement envisager des mesures pour réduire l'exposition de la faune sauvage au plomb[14].
- Il aura fallu près d'un siècle pour que le plomb commence à être (localement) banni de certaines cartouches, dans certains pays, là où la réglementation est respectée, et souvent dans un premier temps (ou à ce jour) uniquement pour les tirs effectués dans les zones humides (ou comme en France dans et vers les zones humides) dont aux États-Unis en 1991 et au Canada en 1997. On a aussi montré que des déchets industriels, et les plombs de pêche pouvaient également contaminer, mortellement souvent, des oiseaux d'eau (cygnes notamment).
- Le monde cynégétique a longtemps estimé que les balles de plomb utilisées contre le gros gibier ne posaient pas de problèmes environnementaux ni pour la santé. M.C et T.L Osier ont en 2018 cependant confirmé que des cervidés abattus (Cerf de Virginie ici) peuvent contenir des balles en plomb « conservées de blessures par balle antérieures »[23]. Les chasseurs estimaient en outre que ces balles étaient trop grosses pour que les oiseaux les ingèrent. Pourtant de gros oiseaux comme les cygnes ou sur terre les autruches peuvent ingérer des objets en plomb d'une taille encore plus importante (ex : gros lest de pêche pour le cygne et divers objets pour l'Autruche). 
De plus, les grands oiseaux charognards (vautours, condors dont condor de Californie (Gymnogyps californianus) [24], et d'autres oiseaux partiellement charognards tels que des aigles à tête blanche (Haliaeetus leucocephalus), ou l'aigle royal (Aquila chrysaetos) s'intoxiquent fréquemment. Ceci a été montré en Amérique[25], comme en Europe[26]. Ces animaux jouent un rôle écologique et sanitaire majeur en éliminant de la nature les animaux blessés ou infectés, ou leurs cadavres. Ce faisant, ils ingèrent très souvent des fragments et molécules de plomb. Ce plomb a été perdu par la balle lors de sa pénétration à haute-vélocité dans la chair, ou il s'agit de plomb issus de l'éclatement des balles en multiples fragments, dans le corps de leurs victimes (généralement au contact d'un os ou de parties dures). 
Ainsi, le saturnisme aviaire est encore la 1re cause de mortalité du Condor de Californie. Cette espèce est menacée de disparition et on l'a cru sauvée par des programmes réussis de réintroduction, mais ces animaux continuent à mourir de saturnisme, empoisonnés par les fragments de plomb, ou par les trainées laissées par la pénétration de la balle dans les carcasses de grands animaux qu'ils mangent[27]. L'analyse isotopique du plomb (uniquement trouvé chez les adultes vivant dans la nature, et non chez les jeunes en semi-liberté et nourris avec une nourriture contrôlé) identifie formellement le plomb de chasse comme origine du problème[5]. Pour cette raison le plomb a aussi été - localement - interdit dans les balles utilisées pour le grand et petit gibier, ou pour tirer tout autre animal, dans la zone où vit le dernier noyau de population et où de jeunes condors sont nourris par l'homme les premières années afin qu'ils ne consomment pas de gibier empoisonné[28].

## État des lieux
Le saturnisme aviaire est aujourd'hui reconnu par les ornithologues et écotoxicologues comme une cause les plus graves et les plus fréquentes de mortalité par empoisonnement d'animaux sauvages et parfois domestiques ou de compagnie,. Les oiseaux s'empoisonnent aussi en se nourrissant dans ou à proximité de sites de ball-trap, tir dit sportif, ou d'entrainement au tir,. Mais il n'a été formellement identifié comme tel que bien plus tardivement que le saturnisme direct touchant l'Homme. Et il semble encore être sous-estimé par une grande partie de la population et des experts en santé publique.
Au vu des nombreuses études réalisées depuis les années 1950, le plomb de chasse apparait être une cause générale et majeure d'empoisonnement chez les oiseaux sauvages (l'une des premières causes, avec les pesticides), notamment en Europe où la chasse au plomb est pratiquée abondamment depuis plus d'un siècle, et est pour longtemps (sauf analyse de la viande) une source de risque sanitaire pour la santé des consommateurs de gibier, en particulier d'oiseaux d'eau et de « petit gibier », mais également pour les consommateurs de « grand gibier » tué par balle.

### Vidéographie
- Jane Pauley/Robert Bazell ; « vidéo présentant l'extraction par endoscope de 3 plombs ingérés chez un cygne trompette »(Archive.org • Wikiwix • Archive.is • Google • Que faire ?) ; 03/28/1989 ; NBC & Université de Phénix (Consultée 2010 05 29); Durée : 3 min 32 s